# 雀斑小鱸
雀斑小鱸為輻鰭魚綱鱸形目鱸亞目河鱸科的其中一種，被IUCN列為次級保育類動物，分布於美國阿拉巴馬州、密西西比州、路易西安納州及喬治亞州的Mobile灣、Pascagoula河及Pearl河流域，體長可達20公分，棲息在水流快速、岩石底質、水深的溪流。